# 나미키키타역
나미키키타역(일본어: 並木北駅)은 일본 가나가와현 요코하마시 가나자와구에 있는 요코하마 신도시 교통 가나자와 시사이드 라인의 역이다. 역 번호는 4이다. 당역의 전후로 지평 구간을 달린다.

## 역 구조
섬식 승강장 1면 2선의 지상역이다.
교상역사지만 무인역으로, 엘리베이터가 가나자와핫케이 방향으로 1기 설치되어 있다. 엘리베이터는 승강장에서 개찰구 밖으로 연결되어 있는 관계로 인터폰에서 호출을 하지 않는다고 하여 사용하지 못 했지만 2009년 3월 20일부터 전용 개찰구가 신설되어 사용하게 되었다.
자동 개찰기와 자동 매표기가 설치되어 있다. 자동 매표기는 2005년에 갱신되어 동년 3월 19일부터 사용 개시되었다.

### 승강장
| 번호 | 노선          | 방향 | 행선                            |
| ---- | ------------- | ---- | ------------------------------- |
| 1    | 시사이드 라인 | 하행 | 핫케이지마・가나자와핫케이 방면 |
| 2    | 시사이드 라인 | 상행 | 신스기타 방면                   |

## 역 주변
- 요코하마 시 가나자와 하수 처리장
- 미쓰비시 중공업 요코하마 제작소 가나자와 공장
- 도미오카히가시 중학교
- 나미키 제일 초등학교
- 수도고속도로 완간 선
- 국도 357호선

## 역사
- 1989년 7월 5일: 영업 개시.
- 2005년 3월 23일: 자동 매표기 갱신, 사용 개시.

## 인접역
| 요코하마 신도시 교통 가나자와 시사이드 라인 | 요코하마 신도시 교통 가나자와 시사이드 라인 | 요코하마 신도시 교통 가나자와 시사이드 라인 |
| ------------------------------------------- | ------------------------------------------- | ------------------------------------------- |
| 3 도리하마 신스기타 방면                    |                                             | 나미키추오 5 가나자와핫케이 방면            |